# Calligonum densum
Calligonum densum I.G.Borshch. – gatunek rośliny z rodziny rdestowatych (Polygonaceae Juss.). Występuje naturalnie w Kazachstanie, Turkmenistanie oraz Chinach (w regionie autonomicznym Sinciang). 

## Morfologia
PokrójZrzucający liście krzew dorastający do 1–2 m wysokości.
LiścieBlaszka liściowa łuskowata, o długości 1–2 mm i wierzchołku ostrym.
KwiatyZebrane po 2–4 w pęczki, rozwijają się w kątach pędów. Listki okwiatu mają owalny kształt i mierzą do 2–3 mm długości.
OwoceKulistawe, o średnicy do 12 mm.

## Biologia i ekologia
Rośnie na pustyniach oraz wydmach. Występuje na wysokości około 600 m n.p.m. Kwitnie od maja do czerwca, natomiast owoce dojrzewają od czerwca do lipca.